# Tafoughalt
Tafoughalt (manchmal auch Taforalt, marokkanisches Tamazight ⵜⴰⴼⵓⵖⴰⵍⵜⵏ, arabisch تافوغالت) ist ein Ort und eine etwa 2500 Einwohner zählende Gemeinde (commune rurale) in der Provinz Berkane in der Region Oriental im Nordosten Marokkos.

## Lage und Klima
Der etwa 720 m hoch gelegene Bergort Tafoughalt befindet sich im Beni-Snassen-Gebirge, einem Teil des Tellatlas (Kleiner Atlas), und liegt ca. 25 km (Fahrtstrecke) südwestlich der Großstadt Berkane; die Metropole Oujda ist etwa 55 km in südöstlicher Richtung entfernt. Das Klima ist für marokkanische Verhältnisse gemäßigt; Regen (ca. 300–500 mm/Jahr) fällt vornehmlich in den Wintermonaten.

## Bevölkerung
| Jahr      | 1994 | 2004 | 2014 | 2024 |
| Einwohner | 3787 | 3150 | 2735 | 2366 |

Die Kleinstadt hat – als eine der wenigen Städte im Norden Marokkos – in den letzten Jahrzehnten kontinuierlich an Einwohnern verloren. Man spricht marokkanisches Arabisch und Tarifit.

## Wirtschaft
Tafoughalt ist Teil einer kleinen Anbauregion für Mispeln; aber auch Oliven, Feigen und Mandeln werden – hauptsächlich zum Zweck der Selbstversorgung – angepflanzt.

## Geschichte
Die Gegend war wohl schon in vorrömischer Zeit besiedelt und wurde in der Zeit von 118 bis 104 v. Chr. vom Numiderkönig Jugurtha beherrscht. Unter der römischen Herrschaft (ab ca. 42 n. Chr.) gehörte sie zur Provinz Mauretania Caesariensis. Im 17. Jahrhundert siedelten sich hier Flüchtlinge aus Andalusien an.

## Sehenswürdigkeiten
Die Kleinstadt hat keine historischen oder architektonischen Sehenswürdigkeiten.
Umgebung
Die schon in prähistorischer Zeit von Jägern und Sammlern genutzte Grotte des Pigeons ist nur knapp 3 km entfernt.